# Peabo Bryson
Robert Peabo Bryson (Greenville, 13 aprile 1951) è un cantante statunitense noto soprattutto per le partecipazioni alle colonne sonore dei film Disney.

## Biografia
Nato nella Carolina del Sud, nella sua carriera ha interpretato molti duetti, in particolare due canzoni, entrambe vincitrici del Golden Globe e dell'Oscar per la migliore canzone: Beauty and the beast con Céline Dion (Oscar 1991), colonna sonora del film La bella e la bestia, e A Whole New World (Oscar 1992) con Regina Belle, colonna sonora del film Aladdin.
Ha vinto il Festival di Viña del Mar nel 2000 con Let Me Try Again. È anche apparso nella soap opera One Life to Live; ha lavorato molto in teatro come tenore nell'opera Porgy and Bess.
Fra i suoi duetti più famosi, oltre ai due vincitori dell'Oscar, ci sono:
- Here We Go, con Minnie Riperton
- Gimme Some Time, con Natalie Cole
- Light the World, con Deborah Gibson
- The Gift, con Roberta Flack
- I Can't Imagine, con Regina Belle
- Tonight, I Celebrate My Love, con Roberta Flack
- The Best Part, con Nadia Gifford
- Lovers After All, con Melissa Manchester
- You Are My Home, con Linda Eder
- By the Time this Night is Over, con Kenny G
- Without You, con Koda Kumi

## Discografia

### Album studio
- 1976 - Peabo
- 1978 - Reaching for the Sky
- 1978 - Crosswinds
- 1979 - We're the Best of Friends (con Natalie Cole)
- 1980 - Paradise
- 1981 - Turn the Hands of Time
- 1981 - I Am Love
- 1982 - Don't Play with Fire
- 1983 - Born to Love (con Roberta Flack)
- 1984 - Straight from the Heart
- 1985 - Take No Prisoners
- 1986 - Quiet Storm
- 1988 - Positive
- 1989 - All My Love
- 1991 - Can You Stop the Rain
- 1994 - Through the Fire
- 1997 - Peace on Earth
- 1999 - Unconditional Love
- 2005 - Christmas with You
- 2007 - Missing You

### Album Live
- 1980 - Live & More (con Roberta Flack)